# ميرنا ديل
ميرنا ديل (بالإنجليزية: Myrna Dell)‏ هي راقصة وممثلة أمريكية، ولدت في 5 مارس 1924 بلوس أنجلوس في الولايات المتحدة، وتوفيت في 11 فبراير 2011 في الولايات المتحدة.

## أعمال

### مسلسلات
- باتمان

## وصلات خارجية
- ميرنا ديل على موقع IMDb (الإنجليزية)
- ميرنا ديل على موقع ألو سيني (الفرنسية)
- ميرنا ديل على موقع أول موفي (الإنجليزية)
- ميرنا ديل على موقع قاعدة بيانات الأفلام السويدية (السويدية)
- ميرنا ديل على موقع قاعدة بيانات الفيلم (الإنجليزية)
- ميرنا ديل على موقع كينوبويسك (الروسية)